# Alvin Pam
Alvin Pam est un psychologue et auteur américain qui était auparavant directeur de psychiatrie au Bronx Psychiatric Center dans le Bronx, à New York. Il a également été professeur clinicien à l'Albert Einstein College of Medicine,. Avec Colin A. Ross, il a été co-auteur et co-éditeur du livre Pseudoscience in Biological Psychiatry: Blaming the body, paru en 1995, qui critique sévèrement le domaine de la psychiatrie biologique et ses hypothèses.

## Carrière
Pendant son travail au centre psychiatrique du Bronx, Pam a lu le livre de Jay Neugeboren, Imagining Robert, ce qui l’a convaincu de tenter de traiter le frère de Neugeboren, Robert, sujet du livre. Pam n’était pas d’accord avec l'avis du personnel du centre, qui pensait que Robert ne pourrait jamais vivre seul. Peu après l’arrivée de Robert au centre en 1998, Pam a informé Jay que, dès que Robert avait commencé à prendre des médicaments antipsychotiques atypiques, il était soudainement prêt à être libéré. Plus tard, Jay a attribué à Pam, entre autres, le mérite d’avoir permis à Robert de vivre sans rechute psychiatrique pendant plus de six ans, « la plus longue période de sa vie adulte »,.